# 古川牧子
古川 牧子（ふるかわ まきこ、1947年1月22日 - ）は、日本の元女子バレーボール選手。

## 来歴
千葉県印旛郡船穂村（現印西市）出身。印西町立船穂中学校時代に実姉の影響でバレーボールを始める。
習志野高校を経て、1965年日紡貝塚へ入社。日本リーグでは最高殊勲選手賞1回、スパイク賞2回、ブロック賞1回と活躍。全日本では1968年メキシコオリンピック、1972年ミュンヘンオリンピックで銀メダルを獲得した。1974年6月引退。引退後、小野沢愛子の兄と結婚した。
ニックネームはロッパ（古川ロッパからきている）。

## 球歴
- 全日本代表としての主な国際大会出場歴
  - オリンピック - 1968年、1972年
  - 世界選手権 - 1970年

## 受賞歴
- 1968年 - 第1回日本リーグ ベスト6
- 1970年 - 第3回日本リーグ スパイク賞、ベスト6
- 1971年 - 第4回日本リーグ 殊勲賞、ブロック賞、ベスト6
- 1972年 - 第5回日本リーグ スパイク賞、ベスト6
- 1973年 - 第6回日本リーグ ベスト6
- 2007年 - プレミアリーグ Vリーグ栄誉賞

## 所属チーム
- 印西町立船穂中学校
- 習志野高校
- ニチボー貝塚（1965 - 1973年）